# CBI (emissora de televisão)
CBI (sigla para Canal Brasileiro da Informação) é uma emissora de televisão brasileira sediada em São Paulo, capital do estado homônimo. Pertence ao Grupo Mix de Comunicação, que também detém a RBI TV. Lançado em 1995, a CBI ficou conhecida por sua atuação como um canal voltado ao varejo. Desde maio de 2022, a emissora transmite a programação da Igreja Universal do Reino de Deus.

## História
Em 1995, com o fracasso da TV Jovem Pan, os empresários João Carlos Di Gênio e Hamilton Lucas de Oliveira transformam o canal 16 UHF de São Paulo em um canal voltado a vendas, intitulado de Canal Brasileiro da Informação (CBI). Para isso, fecha uma parceria com o Shop Tour, de propriedade de Luiz Galebe, programa de vendas que já havia sido transmitido por diversas redes de TV aberta, que naquele momento passa a ser responsável por ocupar 22 horas diárias de programação do canal.
O CBI se torna o canal UHF mais assistido na capital paulista, superando os concorrentes Canal 21 e até a MTV Brasil. De acordo com pesquisas da época, um em cada três telespectadores faziam compras ou pesquisavam preços por meio do programa.

Logotipo da emissora entre 2014 e 2022, quando se chamava Mega TV.

Em 2005, a Shop Tour consegue a concessão do canal 46 UHF na capital paulista, rompendo com a CBI no mês de março. Por sua vez, o canal passa a transmitir um programa de vendas muito semelhante ao Shop Tour, chamado MIX TV (com letras  maiúsculas, para não ser confundido com o canal musical do mesmo nome, lançado em janeiro do mesmo ano), que foi proibido por alguns dias após Luiz Galebe conseguir uma liminar judicial contra o formato. Após algum tempo, o canal retorna com o formato de varejo e passa a transmitir programas de entrevistas. Em 15 de outubro de 2009, a emissora adotou o nome Mega TV.  
Em março de 2014, o canal foi condenado por veicular publicidade excessiva, ultrapassando os 25% do tempo diário.
No final de abril de 2022, a Mega TV encerrou o seu departamento de vendas. Em 1º de maio, sua programação foi encerrada e no dia seguinte passou a retransmitir os programas da Igreja Universal. Com a mudança, o canal volta a se chamar CBI.